# ميخائيل هاريسون (سياسي)
ميخائيل هاريسون (بالإنجليزية: Michael Harrison)‏ هو سياسي أمريكي، ولد في 9 سبتمبر 1958. انتخب عضو مجلس نواب تينيسي.